# Circuit de Spa-Francorchamps
Circuit de Spa-Francorchamps is een racecircuit in de gemeente Stavelot, provincie Luik in België.

## Geschiedenis

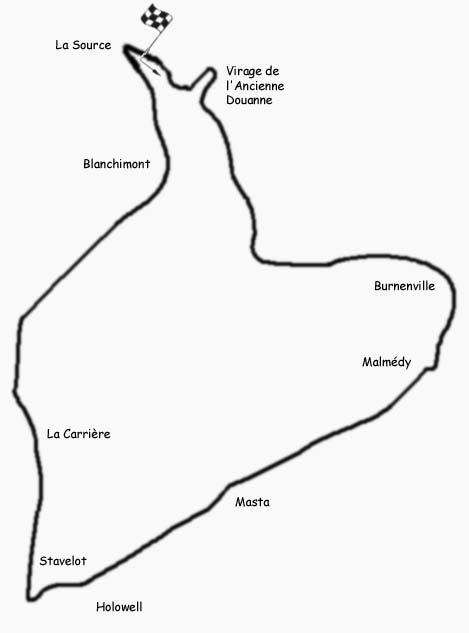
Het circuit in 1922

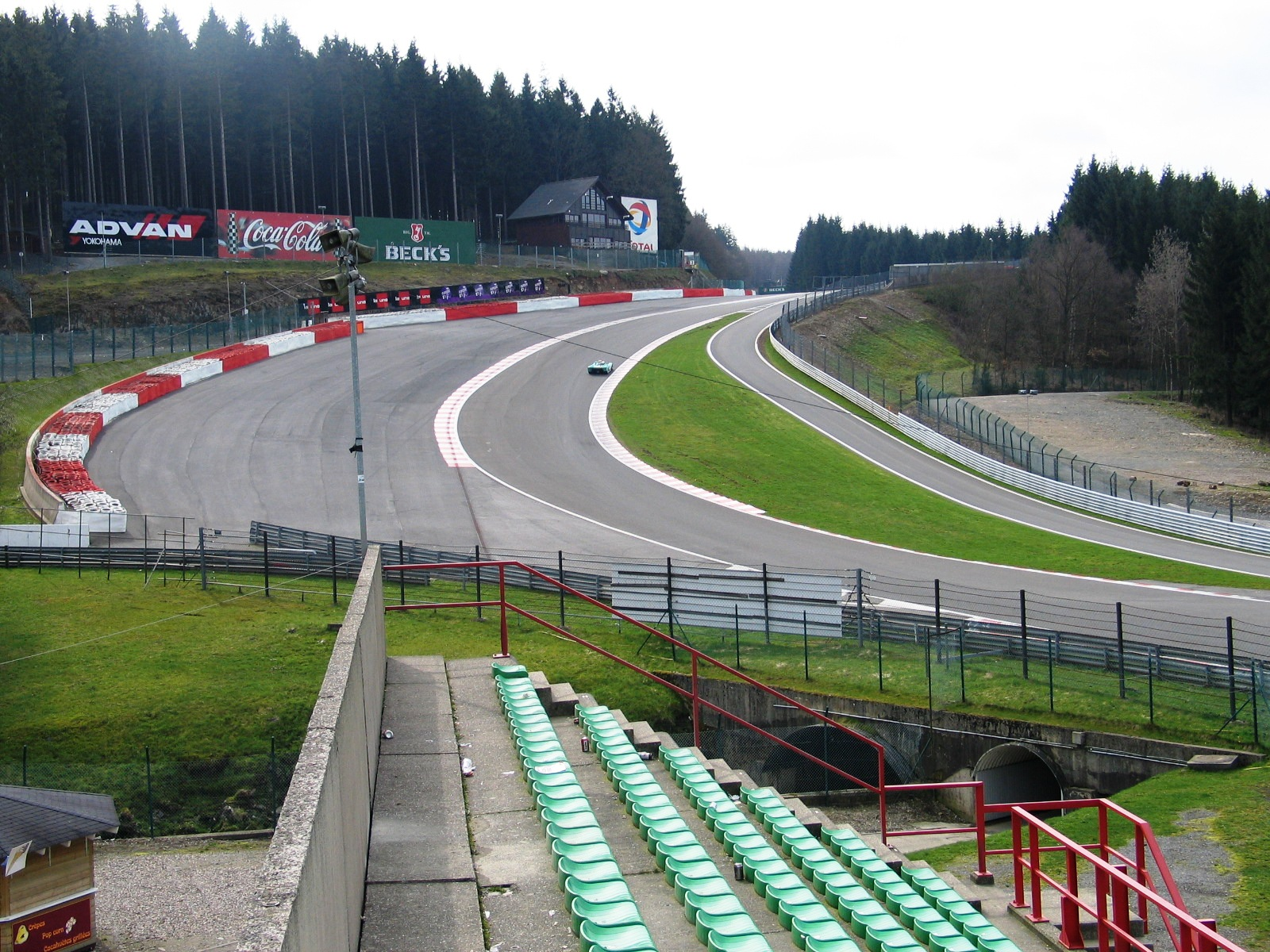
Raidillon aan de Eau Rouge (19 april 2006)

Voor het eerste circuit van 14 km werd vanaf 1921 gebruikgemaakt van de openbare weg tussen Francorchamps en Malmedy tot Burnenville, daarna de weg naar Stavelot tot Masta en vandaar via de Route de l' Eau rouge naar Francorchamps. De eerste wedstrijd voor motoren werd georganiseerd in 1921, de eerste autorace kwam er in 1922. In 1924, één jaar na Le Mans, vond de eerste 24-urenwedstrijd voor auto's plaats.
Vanaf 1950 werd jaarlijks de Grand Prix Formule 1 van België georganiseerd. Na enkele dodelijke ongevallen in de jaren 60 werd het protest van de coureurs tegen het ultrasnelle en onveilige circuit steeds groter, in 1969 bleef de F1 voor het eerst weg, en in 1970 werd voorlopig de laatste Grand Prix gereden. In afwachting van de bouw van een vernieuwd circuit zou België het ook in 1971 zonder F1 moeten stellen, daarna werd uitgeweken naar de circuits van Nijvel (in 1972 en 1974) en Zolder (1973, 1975 tot en met 1982 en 1984). Andere races zoals de 24-urenwedstrijd en de 1000 km van Spa-Francorchamps bleven echter doorgaan op het oude tracé, tot in 1979 het vernieuwde, ingekorte en bochtigere circuit, van 7 km lengte in gebruik genomen werd.
Op het circuit werd overigens ook de Grand Prix-wegrace van België verreden, een wedstrijd voor de Grand Prix motorfietsen.
Omdat aanpassingen aan stands en in verband met de veiligheid nog niet uitgevoerd waren, kwam de Grote Prijs F1 van België echter pas in 1983 terug naar Francorchamps. In 1984 organiseerde Zolder een laatste keer de Grand Prix, waarna hij tot op heden zijn stek vond in Francorchamps.
Tot 2000 bestond ook het nieuwe tracé nog voor zowat de helft uit openbare gewestwegen, toegankelijk voor het verkeer buiten de wedstrijddagen. Sinds 2000 is het circuit een permanent afgesloten racecircuit en werd een nieuwe openbare weg aangelegd ten oosten van het circuit.
Motoren, race- en toerismewagens die gereden hebben op het circuit kunnen bekeken worden in het Museum van het circuit van Spa-Francorchamps in de abdij van Stavelot te Stavelot.

### Gewestwegen
Delen van de gewestwegen die deel uitmaakten van het circuit waren de N62, thans wordt dit weggedeelte aangeduid als N62b, N605 en N640. Alleen in het geval van de N62 is er een alternatief voor aangelegd, de huidige N62c. De N605 die volledig op het circuit lag is in zijn geheel verdwenen. Voor het gedeelte van de N640 was er al een andere route beschikbaar.

## Ligging

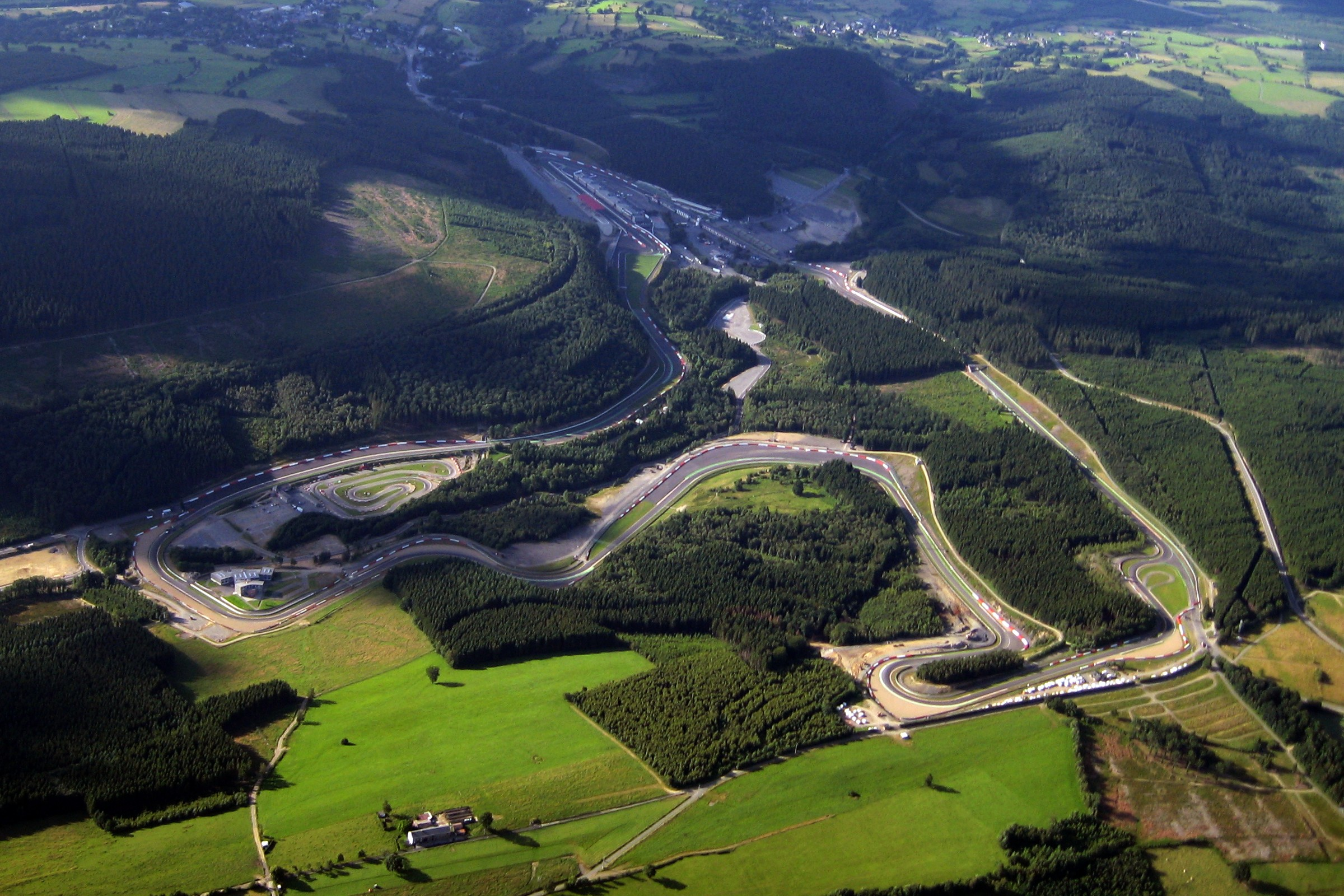
Luchtfoto van het circuit

Het circuit van Spa-Francorchamps wordt door veel coureurs beschouwd als het mooiste circuit ter wereld. Het is ondanks vernieuwingen een authentiek en historisch racecircuit dat de natuurlijke glooiingen van het landschap volgt.
Er zijn twee pitlanes in Francorchamps. De oorspronkelijke pitlane ligt beneden na La Source en voor de Raidillon met de uitgang na die bocht. De nieuwe, die gebouwd werd voor de Formule 1, begint bovenaan halverwege de Busstop met de uitgang vlak na La Source.
De Raidillon aan de Eau Rouge (vaak wordt de gehele bochtencombinatie foutief Eau Rouge genoemd, terwijl alleen het kleine knikje onderaan de heuvel Eau Rouge heet), is wellicht het bekendste deel van het circuit. Het is een lange bocht, net na de oude pitlane, die de renners rechts naar boven het dennenbos inleidt. In de Formule 1 wordt deze bocht normaal gesproken vol gas genomen.
De La Source is een haarspeldbocht, vlak voor de oude pitlane. De bocht gaat rechts naar beneden, F1 wagens halen er tijdens de race ongeveer 70 à 75 km/u. Zijn ligging kort na de start- en finishlijn geeft bij de start van de F1 wedstrijden wanneer de wagens in peloton de bocht inrijden regelmatig aanleiding tot aanrijdingen.
De Busstop is een omstreden chicane die werd ontworpen om de snelheid voor het aansnijden van La Source naar beneden te halen. De naam voor de chicane verwijst naar de bushalte die er op deze plek was toen het circuit nog deels uit openbare wegen bestond. De aanleg, enkele jaren na de ingebruikname van het nieuwe tracé in 1979, was een veiligheidsvereiste om de Formule 1 terug naar Spa-Francorchamps te halen. Om het nodige geld voor de bouw te bekomen werd de aanleg voorgesteld als een werk van openbaar nut, namelijk de bouw van een nieuwe bushalte en opslagplaats van strooizout, zodat geput kon worden uit het budget van het ministerie van Openbare Werken en kon men verzet uit Vlaamse hoek, waar de F1 sinds 1973 thuis was op het circuit van Zolder, omzeilen.

## Tabaksreclame
In 2003 verdween de Grote Prijs van België voor een jaar van de kalender onder druk van F1-baas Bernie Ecclestone omdat België niet langer tabaksreclame toeliet. Na veel heisa kwam er een politiek compromis uit de bus zodat er sinds 2004 weer F1-wagens rijden in de Ardennen.

## Vernieuwd circuit

### 2007
De gehele infrastructuur op en langs het Circuit van Spa-Francorchamps werd in 2007 vernieuwd. Ook enkele stukken van het tracé werden heraangelegd. Zo is de befaamde Busstop-chicane vervangen door een bocht van 90° naar rechts, die toegang geeft tot de vernieuwde pitsingang, terwijl men voorheen vooraleer men de Busstop links opreed, rechtdoor naar de pitsstraat reed. Deze vernieuwingen kwamen er onder druk van de FIA en Bernie Ecclestone, als voorwaarde om de Belgische Formule 1-Grand Prix terug op de kalender te zetten. In 2006 was er geen Grand Prix, onder andere omwille van de achterop hinkende infrastructuur, vooral in vergelijking met de recenter aangelegde circuits.

### 2022
In 2022 werden er ingrijpende wijzigingen doorgevoerd aan het circuit om de veiligheid te verbeteren en nieuwe tribunes te voorzien. Er werd 80 miljoen euro geïnvesteerd in het project. Het bekende chalet aan de Raidillon moest plaats maken voor een grotere asfaltstrook om ongelukken waarbij wagens terug de baan op geslingerd worden te vermijden. Ook werd in de bocht een nieuwe grote tribune gebouwd. Bocht 10 kreeg een volledig nieuwe uitloopstrook. Bocht 11 werd ook aangepakt, hier maakte grind in de uitloop strook opnieuw zijn intrede en werd een alternatieve apex voorzien voor de motorraces.

## Lay-outs en kenmerken
Het originele circuit van voor de Tweede Wereldoorlog is ontworpen door Jules de Thier en Henri Langlois van Ophem. De lay-out van de baan is in de loop der jaren verschillende malen veranderd. De grootste verandering was in 1979, toen de circuitlengte met de helft werd ingekort.
| Jaartal      | Lengte  | Naam                         |
| ------------ | ------- | ---------------------------- |
| 1922 – 1938  | 14982 m | Spa-Francorchamps            |
| 1939 – 1957  | 14120 m | Spa-Francorchamps            |
| 1958 – 1978  | 14100m  | Spa-Francorchamps            |
| 1979 – 1980  | 6947 m  | Spa-Francorchamps            |
| 1981 – 1993  | 6940 m  | Spa-Francorchamps            |
| 1994         | 7001 m  | Circuit de Spa-Francorchamps |
| 1995 – 2003  | 6968 m  | Circuit de Spa-Francorchamps |
| 2004 – 2006  | 6976 m  | Circuit de Spa-Francorchamps |
| 2007 – heden | 7004 m  | Circuit de Spa-Francorchamps |

### Plattegronden

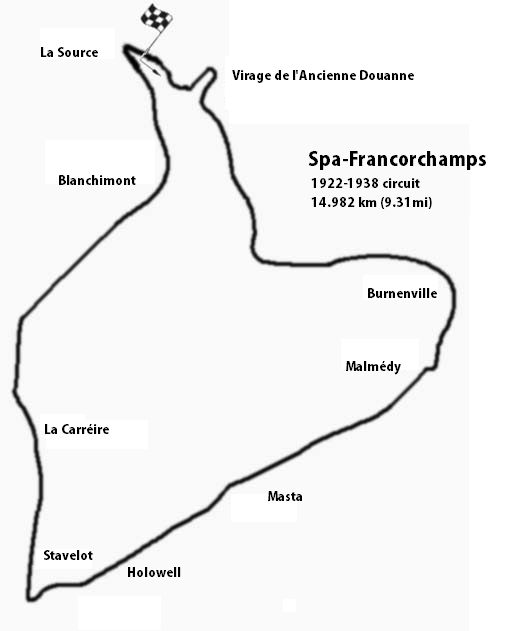
Originele Grand Prix Circuit (1922–1938)
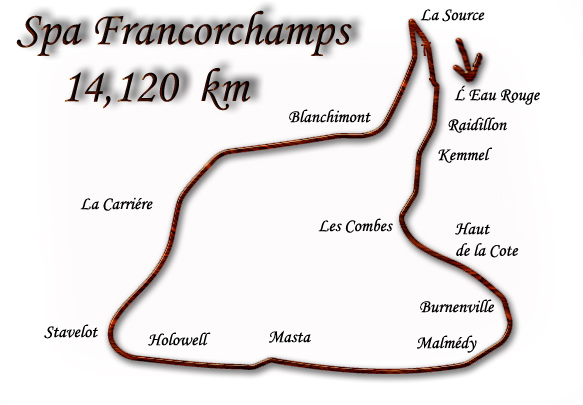
Oude Grand Prix Circuit (1939–1956)
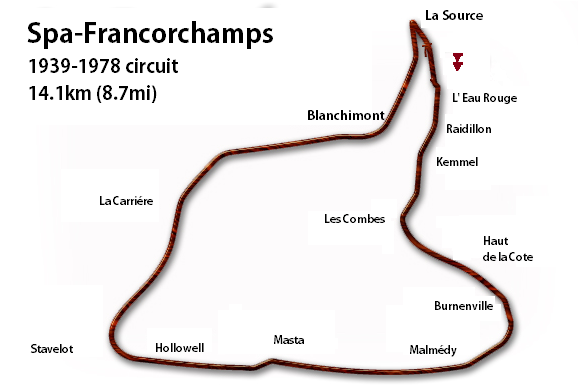
Oude Grand Prix Circuit (gebruikt voor Formule 1 1958, 1960–1970)
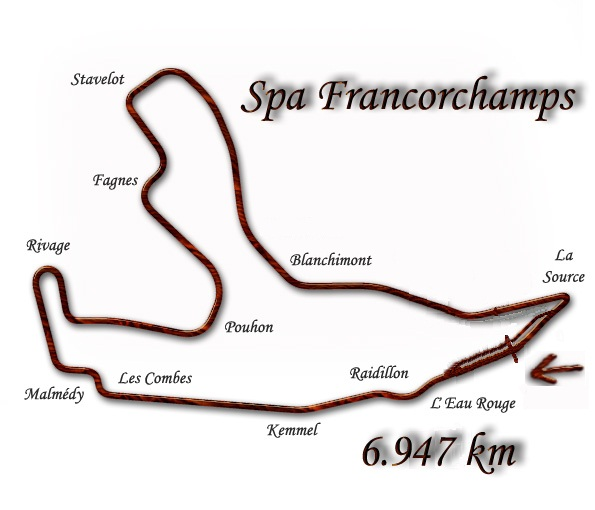
Moderne Grand Prix Circuit (1979–1980)
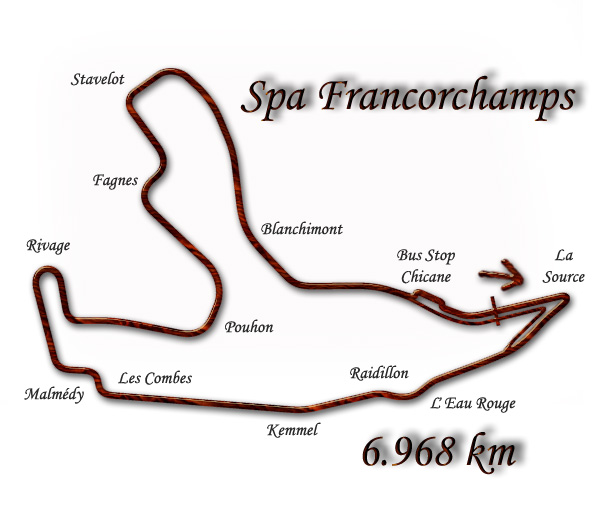
Moderne Grand Prix Circuit met Original Bus Stop Chicane (1981–1993, 1995–2003)
Moderne Grand Prix Circuit met aangepaste Eau Rouge Chicane (1994)
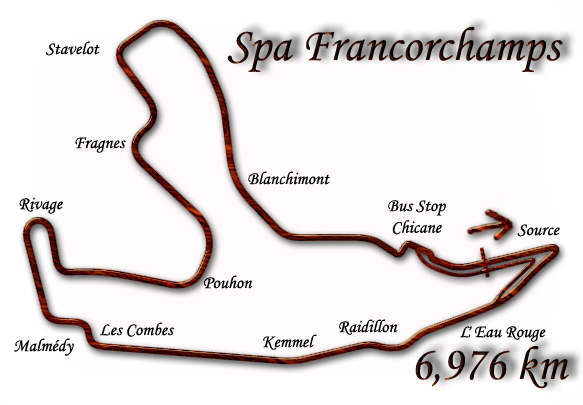
Moderne Grand Prix Circuit met aangepaste Bus Stop Chicane (2004–2006)
Moderne Grand Prix circuit met nieuwe pitstraat en Bus Stop Chicane (2007–present)

Het parcours met een lengte van 7,004 km stamt uit 2007. Het hoogteverschil is 102,2 meter en er zijn in totaal 20 bochten:
1. La Source
2. Bocht 2
3. Raddillon Eau Rouge
4. Raddillon Eau Rouge
5. Raddillon Eau Rouge
6. Bocht 6 en Kemmel
7. Les Combes
8. Les Combes
9. Les Combes
10. Bruxelles (voorheen Rivage)
11. Bocht 11
12. Pouhon
13. Bocht 13
14. Campus (voorheen Fagnes)
15. Bocht 15
16. Stavelot
17. Blanchimont
18. Blanchimont
19. Bus Stop Chicane
20. Bus Stop Chicane

## Winnaars Formule 1

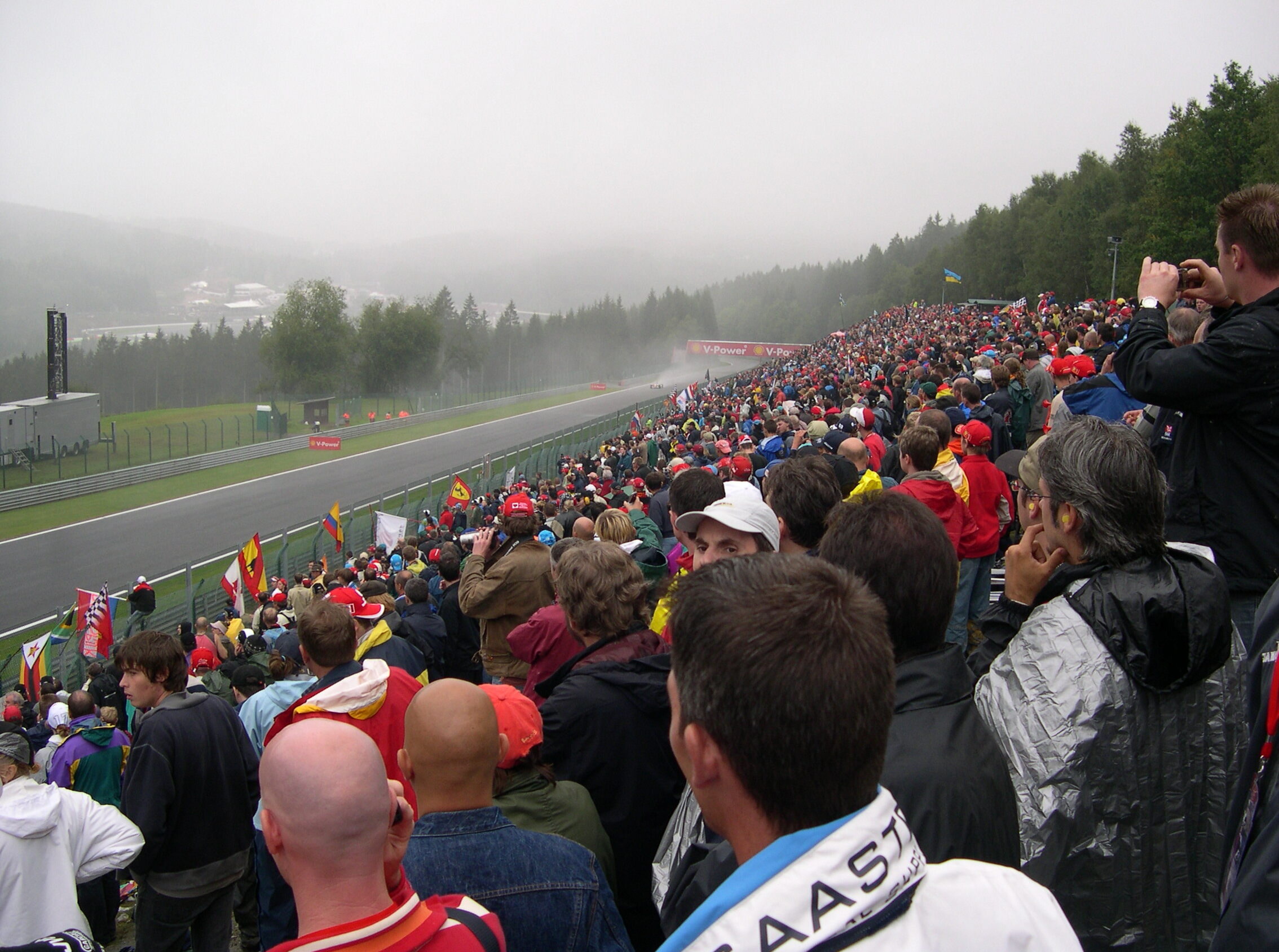
Publiek langs de Kemmel, 2005

| Jaar | Winnaar                                    | Winnende constructeur      | Aantal ronden | Totale tijd                   |
| ---- | ------------------------------------------ | -------------------------- | ------------- | ----------------------------- |
| 1950 | Juan Manuel Fangio                         | Alfa Romeo                 | 35            | 2:47:26.0                     |
| 1951 | Nino Farina                                | Alfa Romeo                 | 36            | 2:46:06.2                     |
| 1952 | Alberto Ascari                             | Ferrari                    | 36            | 3:03:46.3                     |
| 1953 | Alberto Ascari                             | Ferrari                    | 36            | 2:48:30.3                     |
| 1954 | Juan Manuel Fangio                         | Maserati                   | 36            | 2:44:42.4                     |
| 1955 | Juan Manuel Fangio                         | Mercedes                   | 36            | 2:39:29.0                     |
| 1956 | Peter Collins                              | Ferrari                    | 36            | 2:40:00.3                     |
| 1958 | Tony Brooks                                | Vanwall                    | 24            | 1:37:06.3                     |
| 1960 | Jack Brabham                               | Cooper-Climax              | 36            | 2:21:37.3                     |
| 1961 | Phil Hill                                  | Ferrari                    | 30            | 2:03:03.8                     |
| 1962 | Jim Clark                                  | Lotus-Climax               | 32            | 2:07:32.3                     |
| 1963 | Jim Clark                                  | Lotus-Climax               | 32            | 2:27:46.2                     |
| 1964 | Jim Clark                                  | Lotus-Climax               | 32            | 2:06:40.5                     |
| 1965 | Jim Clark                                  | Lotus-Climax               | 32            | 2:23:34.8                     |
| 1966 | John Surtees                               | Ferrari                    | 28            | 2:09:11.3                     |
| 1967 | Dan Gurney                                 | Eagle-Weslake              | 28            | 1:40:49.4                     |
| 1968 | Bruce McLaren                              | McLaren-Ford               | 28            | 1:40:02.1                     |
| 1970 | Pedro Rodríguez de la Vega                 | BRM                        | 28            | 1:38:09.9                     |
| 1983 | Alain Prost                                | Renault                    | 40            | 1:27:11.502                   |
| 1985 | Ayrton Senna                               | Lotus-Renault              | 43            | 1:27:11.502                   |
| 1986 | Nigel Mansell                              | Williams-Honda             | 43            | 1:34:19.893                   |
| 1987 | Alain Prost                                | McLaren-TAG                | 43            | 1:27:03.217                   |
| 1988 | Ayrton Senna                               | McLaren-Honda              | 43            | 1:28:00.549                   |
| 1989 | Ayrton Senna                               | McLaren-Honda              | 44            | 1:40:54.196                   |
| 1990 | Ayrton Senna                               | McLaren-Honda              | 44            | 1:26:31.997                   |
| 1991 | Ayrton Senna                               | McLaren-Honda              | 44            | 1:27:17.669                   |
| 1992 | Michael Schumacher                         | Benetton-Ford              | 44            | 1:36:10.721                   |
| 1993 | Damon Hill                                 | Williams-Renault           | 44            | 1:24:32.124                   |
| 1994 | Damon Hill                                 | Williams-Renault           | 44            | 1:28:47.170                   |
| 1995 | Michael Schumacher                         | Benetton-Renault           | 44            | 1:36:47.375                   |
| 1996 | Michael Schumacher                         | Ferrari                    | 44            | 1:28:15.125                   |
| 1997 | Michael Schumacher                         | Ferrari                    | 44            | 1:33:46.717                   |
| 1998 | Damon Hill                                 | Jordan-Mugen-Honda         | 44            | 1:43:47.407                   |
| 1999 | David Coulthard                            | McLaren-Mercedes           | 44            | 1:25:43.057                   |
| 2000 | Mika Häkkinen                              | McLaren-Mercedes           | 44            | 1:28:14.494                   |
| 2001 | Michael Schumacher                         | Ferrari                    | 36            | 1:08:05.002                   |
| 2002 | Michael Schumacher                         | Ferrari                    | 44            | 1:21:20.634                   |
| 2004 | Kimi Räikkönen                             | McLaren-Mercedes           | 44            | 1:32:35.274                   |
| 2005 | Kimi Räikkönen                             | McLaren-Mercedes           | 44            | 1:30:01.295                   |
| 2007 | Kimi Räikkönen                             | Ferrari                    | 44            | 1:20:39.066                   |
| 2008 | Felipe Massa (na straf van Lewis Hamilton) | Ferrari                    | 44            | 1:22:44.933                   |
| 2009 | Kimi Räikkönen                             | Ferrari                    | 44            | 1:23:50.995                   |
| 2010 | Lewis Hamilton                             | McLaren-Mercedes           | 44            | 1:29:04.268                   |
| 2011 | Sebastian Vettel                           | Red Bull-Renault           | 44            | 1:26:44.893                   |
| 2012 | Jenson Button                              | McLaren-Mercedes           | 44            | 1:29:08.530                   |
| 2013 | Sebastian Vettel                           | Red Bull Racing-Renault    | 44            | 1:23:42.196                   |
| 2014 | Daniel Ricciardo                           | Red Bull Racing-Renault    | 44            | 1:24:36.556                   |
| 2015 | Lewis Hamilton                             | Mercedes                   | 44            | 1:23:40.387                   |
| 2016 | Nico Rosberg                               | Mercedes                   | 44            | 1:44:51.058                   |
| 2017 | Lewis Hamilton                             | Mercedes                   | 44            | 1:24:42.820                   |
| 2018 | Sebastian Vettel                           | Ferrari                    | 44            | 1:23:34.476                   |
| 2019 | Charles Leclerc                            | Ferrari                    | 44            | 1:23:45.710                   |
| 2020 | Lewis Hamilton                             | Mercedes                   | 44            | 1:24:08.761                   |
| 2021 | Max Verstappen                             | Red Bull Racing-Honda      | 2             | 2 ronden achter de safety car |
| 2022 | Max Verstappen                             | Red Bull Racing-RBPT       | 44            | 1:25:52.894                   |
| 2023 | Max Verstappen                             | Red Bull Racing-Honda RBPT | 44            | 1:22:30.450                   |
| 2024 | Lewis Hamilton                             | Mercedes                   | 44            | 1:19:57.566                   |